# Hòa An (huyện)
Hòa An là một huyện cũ nằm ở trung tâm tỉnh Cao Bằng, Việt Nam.

## Địa lý
Huyện Hòa An nằm ở trung tâm tỉnh Cao Bằng, nằm trên đường Hồ Chí Minh, nằm cách thành phố Cao Bằng khoảng 15 km về hướng tây bắc, cách thành phố Lạng Sơn khoảng 142 km về hướng tây bắc, cách trung tâm thủ đô Hà Nội khoảng 283 km về phía đông bắc, có vị trí địa lý:
- Phía đông giáp huyện Quảng Hòa
- Phía tây giáp huyện Nguyên Bình
- Phía nam giáp thành phố Cao Bằng và huyện Thạch An
- Phía bắc giáp huyện Hà Quảng và huyện Trùng Khánh.

Thành phố Cao Bằng gần như nằm trọn trong lòng huyện.
Huyện Hòa An có diện tích 605,85 km², dân số năm 2019 là 52.762 người, mật độ dân số đạt 87 người/km².

### Điều kiện tự nhiên
Cánh đồng trung tâm huyện trải dài gần 30 km từ thành phố Cao Bằng đến ranh giới huyện Hà Quảng.
Ruộng bậc thang gồm các xã phía nam của huyện như: Ngũ Lão, Nguyễn Huệ, Trưng Vương, Hồng Nam, Bạch Đằng,...
Núi đồi chiếm 2/3 diện tích huyện. Độ cao trung bình là 300m, thấp dần từ tây sang đông.
Các đỉnh núi chính của huyện gồm có: Khau Mjà (xã Đức Long) cao 508m, Khau Hân (xã Bình Long) cao 524m, Khau Luôn (xã Lê Chung) cao 769m, Nà Mấn (xã Ngũ Lão) cao 1.011m, Pá Diển (xã Quang Trung) cao 1.000m, Lũng Xen (xã Công Trừng) cao 854m. Dãy núi đá vôi Lam Sơn (dãy Phja Ngả) nằm án ngữ phía tây huyện, địa hình hiểm trở, nhiều hang sâu.
Trên địa bàn huyện có các sông Bằng Giang (Sông Mãng), Dẻ Rào, Hiến Giang (Sông Nhiêm) chảy qua. Có hồ Khuổi Lái ở xã  Bạch Đằng, hồ Nà Tấu ở xã Bế Triều và hồ Khuổi Khoán phần lớn ở xã Ngũ Lão.

## Hành chính
Huyện Hòa An có 15 đơn vị hành chính cấp xã trực thuộc, bao gồm thị trấn Nước Hai (huyện lỵ) và 14 xã: Bạch Đằng, Bình Dương, Dân Chủ, Đại Tiến, Đức Long, Hoàng Tung, Hồng Nam, Hồng Việt, Lê Chung, Nam Tuấn, Ngũ Lão, Nguyễn Huệ, Quang Trung, Trương Lương.

## Lịch sử
Theo sách Đại Nam nhất thống chí, đất Hòa An vào đời Lý đặt là châu Thái Nguyên, cuối đời Lê Hồng Đức đổi làm châu Thạch Lâm. Đời Lý, Trần và đời Lê sơ, châu Thái Nguyên lần lượt thuộc các phủ Lạng Sơn, phủ Bắc Bình của trấn Thái Nguyên. Cuối đời Lê Hồng Đức, châu Thạch Lâm thuộc phủ Cao Bằng, trấn Thái Nguyên.
Đến thời Minh Mạng năm 1834, đổi các châu thành huyện, châu Thạch Lâm trở thành huyện Thạch Lâm. Năm 1835, huyện Thạch Lâm được chia thành huyện Thạch Lâm và huyện Thạch An, đặt phủ Hòa An, kiêm quản 2 huyện. Năm Tự Đức thứ 4 (1851), phủ Hòa An bị bãi bỏ. Tỉnh Cao Bằng bấy giờ chỉ còn một phủ là Trùng Khánh gồm 5 huyện: Thạch Lâm, Thạch An, Quảng Uyên, Thượng Lang, Hạ Lang.
Từ năm 1886, quân Pháp kiểm soát toàn bộ miền Bắc từ Thanh Hóa trở ra. Mặc dù vẫn duy trì bộ máy hành chính của triều đình Huế, nhưng thực dân Pháp đặt quyền cai trị trực tiếp dưới các quân khu so một sĩ quan Pháp chỉ huy. Tỉnh Cao Bằng bấy giờ thuộc Quân khu Cao Bằng. Đến năm 1891, Toàn quyền Đông Dương ra nghị định bãi bỏ các quân khu và thiết lập các đạo quan binh. Cao Bằng thuộc Đạo quan binh thứ 2.
Về phía Nam triều đến cuối thế kỷ XIX, tỉnh Cao Bằng gồm có phủ Trùng Khánh (với 3 châu: Thượng Lang, Hạ Lang, Quảng Uyên) và phủ Hòa An (với 3 châu: Thạch Lâm, Thạch An, Nguyên Bình).
Năm 1926, theo sách "Địa dư các tỉnh Bắc Kỳ", mô tả "Cao Bằng là Đạo quan binh thứ nhì" gồm 1 phủ: Hòa An (phủ lỵ ở Nước Hai); 7 châu: Hà Quảng, Thạch An, (châu lỵ ở Đông Khê), Nguyên Bình, Phục Hòa (châu lỵ ở Tà Lùng), Quảng Uyên, Thượng Lang (châu lỵ ở Trùng Khánh phủ) và Hạ Lang; 3 đại lý: Quảng Uyên, Nguyên Bình và Đông Khê.
Theo sách "Danh mục các làng xã Bắc Kỳ" của Ngô Vi Liễn, xuất bản tại Hà Nội năm 1928, tỉnh Cao Bằng gồm: 1 phủ, 8 châu, 33 tổng, 230 xã. Phủ Hòa An gồm 7 tổng, 54 xã (An Lại: 6 xã, Cao Bằng: 7 xã, Hà Đàm: 5 xã, Nhượng Bạn: 11 xã, Tĩnh Oa: 9 xã, Tượng Yên: 11 xã, Xuân Sơn: 5 xã).
Ngày 25 tháng 3 năm 1948, Chủ tịch nước Việt Nam Dân chủ cộng hòa ra Sắc lệnh số 148-SL, bãi bỏ các danh từ, phủ, châu, quận để thống nhất gọi là huyện. Thực hiện Sắc Lệnh của Chủ tịch nước, phủ Hòa An đổi thành huyện Hòa An.
Từ năm 1954 đến 2002, huyện Hòa An bao gồm thị trấn Nước Hai và 24 xã: Bạch Đằng, Bế Triều, Bình Dương, Bình Long, Chu Trinh, Công Trừng, Dân Chủ, Đại Tiến, Đề Thám, Đức Long, Đức Xuân, Hà Trì, Hoàng Tung, Hồng Nam, Hồng Việt, Hưng Đạo, Lê Chung, Nam Tuấn, Ngũ Lão, Nguyễn Huệ, Quang Trung, Trưng Vương, Trương Lương, Vĩnh Quang.
Năm 1975, hợp nhất 2 tỉnh Cao Bằng và Lạng Sơn thành tỉnh Cao Lạng, huyện Hòa An thuộc tỉnh Cao Lạng và đến năm 1978, lại tách ra thành 2 tỉnh như cũ.
Ngày 21 tháng 8 năm 1971, Bộ trưởng Phủ Thủ tướng ban hành Quyết định số 225-TTg về việc về việc điều chỉnh địa giới hành chính để mở rộng thị xã Cao Bằng trên cơ sở:
- Sáp nhập 9 xóm: Nà Lắc, Nà Chướng, Nà Hoàng, Nà Gà, Nà Rụa, Nà Phía, Nà Đoỏng, Mỏ Muối và Khuổi Tít thuộc xã Lê Chung
- Sáp nhập 5 xóm: Gia Cung, Nà Pế, Nà Lum, Thắc Thúm, Giả Ngẳm thuộc xã Vĩnh Quang
- Sáp nhập 2 xóm: Hoàng Ngà, Nà Cạn thuộc xã Quang Trung
- Sáp nhập 2 xóm: Nà Toòng, Nà Cáp thuộc xã Đề Thám
- Sáp nhập xóm Nà Kéo thuộc xã Ngũ Lão.

Ngày 4 tháng 10 năm 2002, Chính phủ ban hành Nghị định 77/2002/NĐ-CP về việc sáp nhập xã Đề Thám vào thị xã Cao Bằng quản lý.
Sau khi điều chỉnh địa giới hành chính, huyện Hoà An còn lại 65.648 ha diện tích tự nhiên và 106.735 nhân khẩu: có 24 đơn vị hành chính trực thuộc gồm các xã: Dân Chủ, Nam Tuấn, Đức Long, Bế Triều, Hưng Đạo, Vĩnh Quang, Bình Dương, Bạch Đằng, Trương Lương, Công Trừng, Ngũ Lão, Nguyễn Huệ, Đại Tiến, Chu Trinh, Hà Trì, Hồng Nam, Hoàng Tung, Quang Trung, Lê Chung, Đức Xuân, Hồng Việt, Bình Long, Trưng Vương và thị trấn Nước Hai.
Ngày 1 tháng 11 năm 2010, Chính phủ ban hành Nghị quyết 42/NQ-CP về việc sáp nhập 3 xã: Hưng Đạo, Vĩnh Quang và Chu Trinh vào thị xã Cao Bằng quản lý.
Sau khi điều chỉnh địa giới hành chính, huyện Hòa An còn lại 60.952,08 ha diện tích tự nhiên và 95.479 nhân khẩu với có 21 đơn vị hành chính trực thuộc, bao gồm các xã: Dân Chủ, Nam Tuấn, Đức Xuân, Đại Tiến, Đức Long, Ngũ Lão, Trương Lương, Bình Long, Nguyễn Huệ, Công Trừng, Hồng Việt, Bế Triều, Hoàng Tung, Trưng Vương, Quang Trung, Bạch Đằng, Bình Dương, Lê Chung, Hà Trì, Hồng Nam và thị trấn Nước Hai.
Ngày 10 tháng 1 năm 2020, Ủy ban Thường vụ Quốc hội ban hành Nghị quyết số 864/NQ-UBTVQH14 về việc sắp xếp các đơn vị hành chính cấp huyện, cấp xã thuộc tỉnh Cao Bằng (nghị quyết có hiệu lực từ ngày 1 tháng 2 năm 2020). Theo đó:
- Sáp nhập xã Công Trừng vào xã Trương Lương.
- Sáp nhập xã Hà Trì vào xã Quang Trung.
- Sáp nhập xã Trưng Vương vào xã Nguyễn Huệ.
- Sáp nhập một phần diện tích, dân số của các xã Bế Triều, Đức Long, Bình Long và Hồng Việt vào thị trấn Nước Hai.
- Sáp nhập phần diện tích và dân số còn lại của xã Bình Long vào xã Hồng Việt.
- Sáp nhập xã Đức Xuân và phần diện tích, dân số còn lại của xã Bế Triều vào xã Đại Tiến.

Huyện Hòa An có 1 thị trấn và 14 xã như hiện nay.

## Du lịch

### Đền thờ
- Pú Lương Quân thờ cha Báo Luông, mẹ Slao Cải ở Tả Sẩy
- Đền Vua Lê, Nặm Lìn (xã Hoàng Tung).

## Giao thông
Trên địa bàn huyện có các tuyến đường như:
- Tỉnh lộ 203 theo hướng tây bắc đi huyện Hà Quảng
- Quốc lộ 34 theo hướng tây đi huyện Nguyên Bình
- Quốc lộ 3 theo hướng nam đi tỉnh Bắc Kạn
- Đường Hồ Chí Minh
- Dự án đường cao tốc Đồng Đăng – Trà Lĩnh đi qua hiện đang được triển khai xây dựng.